# Prohormoon
Een prohormoon is een precursor van een hormoon. Een prohormoon heeft zelf meestal geen hormonale activiteit. Prohormonen worden in cellen van 
endocriene 
klieren aangemaakt en worden vervolgens omgezet in hormonen. De term wordt sinds het midden van de 20e eeuw in de medische wetenschap gebruikt. Voorbeelden van natuurlijke, menselijke prohormonen zijn pro-insuline en pro-opiomelanocortine.